# Cankuzo (commune)
Cankuzo is een gemeente (commune) in de provincie Cankuzo in Burundi.  De hoofdplaats van de gemeente draagt dezelfde naam.